# أنور هادي
أنور هادي هو ممثل سنغافوري، ولد في 1970 في سنغافورة.